# Церковь иконы Божией Матери «Скоропослушница» (Мочище)
Церковь иконы Божией Матери «Скоропослушница» — православный храм на станции Мочище в Новосибирском районе Новосибирской области.

## История
В 1994 году в пригороде Новосибирска на станции Мочище был основан православный приход в честь иконы Божией Матери «Скоропослушница». Храм разместился в здании бывшей аптеки на Линейной улице.
С 1999 года начинается постройка и реконструкция церкви. Расширили храм с алтарём и возвели крестообразную крестильню. Также были реконструированы библиотека, помещение Воскресной школы, сделана новая ограда.
Летом 2003 года началась постройка колокольни.
10 сентября 2004 года архиепископом Новосибирским и Бердским Тихоном были освящены крест, место под строительство колокольни и закладной камень в фундамент.
18 марта 2005 года архиепископом Тихоном освящены купол с крестом и колокола.

## Святыни храма
В церкви хранится чудотворная икона Божией Матери «Иверская», на обратной стороне которой стоит афонская печать с надписью «сия икона писана и освящена…26 марта 1909 года». В тот период в мастерских Пантелеимонова монастыря на Афоне подобные печати ставились на иконы, которые отправляли как дар и благословение в Россию. До 1920-х годов она находилась в церкви села Рыбинск в Болотнинском районе Новосибирской области, но затем этот храм сгорел, а икону нашла в березняке местная жительница Ефросиния и хранила у себя до своей смерти. Потом она хранилась у её дочери Александры, которая передала икону в дар церкви. 6 марта 1996 года святыню привезли в храм.